# Whole Lotta History
«Whole Lotta History» es una canción interpretada por la banda Pop británica Girls Aloud salida de su tercer álbum de estudio Chemistry (2005) además cuarto y último sencillo del mismo,  la canción fue escrita por Miranda Cooper, Brian Higgins y su equipo de producción Xenomania, y producida por Higgins y Xenomania. Es descrita como una " balada exuberante" salió a la venta en marzo del 2006, dándole a la banda otro sencillo en el top 10 de UK Singles Chart

## Antecedentes y composición
"Whole Lotta History"  es una balada pop escrita en tonalidad de A menor La progresión de acordes es bastante complicada, incluyendo A, C, D, E, y G y diversas variaciones sobre los mismos. A pesar de ser un sonido más tradicional comparada con otras canciones de Girls Aloud, Whole Lotta History se compone de siete partes diferentes seguidas de la fórmula típica de verso-coro.
La canción comienza con una introducción de dos partes, un verso y un coro previo de llegar a su coro. La canción continúa con un verso distinto en un 8 medio. Tras una repetición del coro, la canción termina con una "nostálgica" conclusión cantada por Sarah Harding.

## Formatos y remixes
| UK CD1 (Polydor / 9877402) 1. «Whole Lotta History» (Original Ash Howes Mix) — 3:47 2. «Crazy Fool» (Girls Aloud, Cooper, Higgins, Jon Shave) — 3:34 UK CD2 (Polydor / 9877403) 1. «Whole Lotta History» (Original Ash Howes Mix) — 3:47 2. «Whole Lotta History» (Whole Lotta Lamezma Mix) — 5:09 3. «Teenage Dirtbag» (Live at Carling Academy) (Wheatus) — 4:14 4. «Whole Lotta History» (video) — 3:47 5. «Whole Lotta History» (karaoke video) — 3:47 6. «Whole Lotta History» (game) UK 7digital exclusive download 1. «Whole Lotta History» (Acoustic Version) — 3:52 | The Singles Boxset (CD12) 1. «Whole Lotta History» (Original Ash Howes Mix) — 3:47 2. «Crazy Fool» — 3:34 3. «Whole Lotta History» (Whole Lotta Lamezma Mix) — 5:09 4. «Teenage Dirtbag» (Live at Carling Academy) — 4:14 5. «Whole Lotta History» (Acoustic Version) — 3:52 6. «Whole Lotta History» (video) — 3:47 7. «Whole Lotta History» (karaoke video) — 3:47 8. «Whole Lotta History» (game) |

## Posicionamiento en listas
| Listas (2006)                  | Posición |
| ------------------------------ | -------- |
| Australia (ARIA)               | 26       |
| European Hot 100               | 15       |
| Irlanda (IRMA)                 | 7        |
| Reino Unido (UK Singles Chart) | 4        |